# Dumitru Mățăoanu

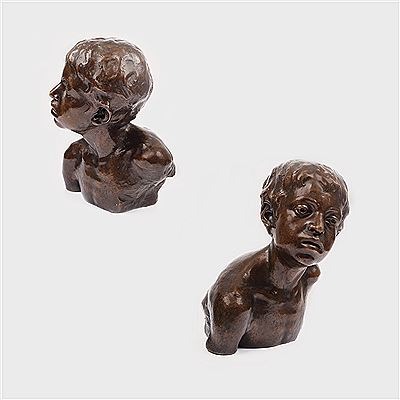
Cap de copil

Dumitru Mățăoanu (n. 16/28 aprilie 1888, Câmpulung, Muscel, România – d. 1 iulie 1929, București, România) a fost un sculptor român.

## Biografia
Părinții săi au fost Toma și Maria Mățăuanu, originari din satul Mățău, aflat la circa 5 km sud-est de orașul Câmpulung-Muscel. Toma Mățăuanu a murit când Dumitru avea vârsta de 10 ani.
Dumitru a urmat școala primară și gimnaziul în Câmpulung-Muscel, unde a fost remarcat de profesorul de desen și sculptorul Dimitrie D. Mirea, care l-a îndrumat în arta modelajului. La sfatul lui Mirea, Dumitru Mățăoanu s-a înscris la Școala de Belle-Arte din București, pe care a urmat-o în perioada 1904-1909, avându-l ca profesor pe sculptorul Dimitrie Paciurea.
În acești ani, a fost medaliat de 14 pentru lucrările sale și, ca recunoaștere a valorii sale, Societatea femeilor Române, prin președinta sa, Sofia Andreescu, și secretara Elena Al. Mușatescu, i-a acordat o bursă de studii la Paris, la École Nationale Supérieure des Beaux-Arts (Școala Națională Superioară de Arte Frumoase), secția sculptură, unde a reușit la examenul de admitere al șaselea din 300 de concurenți.
A urmat 4 ani de studii la Paris, având ca profesori pe sculptorii Marius Jean Antonin Mercié și Ernest Henri Dubois. Într-un interviu apărut în săptămânalul „Clipa”, în 7 noiembrie 1926, Dumitru Mățăoanu declara că de la Ernest Henri Dubois a învățat „a monta statui de proporții mari în cinci metode speciale.”
la vârsta de 25 de ani și după opt ani de studii universitare de sculptură (1905-1913) s-a întors în România unde a fost numit profesor de sculptură la Școala de Belle-Arte din București. Curând după aceea, și-a deschis un atelier în strada Griviței nr. 22, care a devenit în scurt timp „o adevărata școală a sculpturii acelor ani”.
A expus în fiecare an la Tinerimea artistică, iar în 196 și la Expoziția oficială a artiștilor în viață, unde s-a făcut remarcat pentru protretistica sa, atât busturi cât și reliefuri.
În Primul Război Mondial a fost mobilizat pe lângă Marele Cartier General al Armatei, alături de alti artiști, între care sculptorul Ion Jalea, pictorul D. Stoica, și a fost trimis pe front, printre ofițeri și soldați, unde a făcut numeroase schițe și crochiuri.
În 1918 a participat la concursul pentru Monumentul Eroilor Ceferiști din anii 1916-1919. Macheta pe care a propus-o a fost expusă la Expoziția de la Ateneul Român, alături de alți șase concurenți. Câștigătorul concursului a fost Cornel Medrea, care a și realizat monumentul de lângă Gara București Nord.
În anul 1920, împreună cu arhitecții C. Iotu și Arghir Culina, a realizat Monumentul funerar al lui Aurel Vlaicu, în Cimitirul Bellu Militar.
În 1922, a făcut parte din echipa de sculptori, condusă de Dimitrie Paciurea, care a decorat Arcul de Triumf din București, proiectat de arhitectul Petre Antonescu. Lucrările sale decorative de la Arcul de Triumf realizate în 1922 nu au mai fost folosite la refacerea definitivă a Arcului de Triumf, în anii 1935-1936.
În 1923, a deschis prima sa expoziție personală, la Ateneul Român, unde a expus 54 de lucrări, majoritatea în marmură de Carrara, reprezentând portrete în basorelief, busturi, lucrări decorative, dar și câteva statui monumentale, între care Soldatul Român, înalt de 5,5 m, care avea să fie plasat la baza Arcului de Triumf și Eroina de la Jiu, monument în memoria eroinei Ecaterina Teodoroiu, care a fost ridicat mai târziu în orașul Slatina. A expus și proiecte de monumente, precum Monumentul Unirii de la Alba Iulia, care însă nu s-a mai realizat, din lipsă de bani, deși concursul a fost organizat de Ministerul Cultelor și Artelor, Monumentul Eroilor de la Balilesti-Muscel,  Monumentul Eroilor de la Alexandria.
A cioplit soclul pentru Monumentul lui Eugeniu Carada din București realizat de sculptorul francez Ernest Henri Dubois și dezvelit la 17 februarie 1924.
Foarte multe din lucrările sale au fost monumente dedicate eroilor din Războiul pentru Întregirea Neamului, în diverse localități din țară: Provița de Sus (jud. Prahova), Mățău, Bălilești (fostul
județ Muscel, azi jud. Argeș), Dragna (jud.Prahova), Tâncăbești (jud. Ilfov), Grecii de Sus (fostul judet Ilfov), Galați, Roșiori (jud. Teleorman), Grădiștea (fostul județ Ilfov), Budișteni (fostul județ Muscel, azi jud. Argeș), Câmpulung-Muscel, Alexandria (jud. Teleorman), Pătârlagele (jud. Buzău), Poiana Mare (jud. Dolj), Pietroșani (jud. Giurgiu), Zimnicea (jud. Teleorman), Techirghiol (jud. Constanța), Găiești (jud. Dâmbovița).
Tot el a sculptat și Monumentul generalului dr. Demosthene, amplasat în curtea fostului spital militar „Regina Maria”, astăzi Spitalul Militar Central București.
În ziarul „Cultura Poporului” din Cluj apărea următoarea știre:
Pe muntele Găina s’a înălțat, pe locul unde se face tradiționala serbare, zisă „Târgul de fete“, o impozantă cruce lucrată și sculptată de cunoscutul sculptor Mățăoanu. Crucea are următoarea inscripție:
Înălțatu-s'a această sfântă cruce întru amintirea nemuritorului Erou al Munților
AVRAM IANCU
cu prilejul serbării centenarului nașterii sale. Și s’a sfințit în ziua de 1 Septemvrie anul mântuirii 1925, în prezența M. Sale Regelui Ferdinand I. și a reprezentanților Națiunii Române, întregite și recunoscătoare.

## Sfârșitul
Dumitru Mățăoanu s-a sinucis la 1 iulie 1929 și a fost înmormântat în Cimitirul Sfânta Vineri din București.

## Opera
- Bustul doctorului Haralambie Botescu, din București, turnat în bronz, dezvelit la 29 noiembrie 1920, a fost ridicat prin subscripție publică, în memoria doctorului Haralambie Botescu, unul dintre medicii eroici care au murit în Primul Război Mondial (cod LMI B-III-m-B-19961).[4]
- Monumentul “Ecaterina Teodoroiu”, ridicat la Slatina. Construcția a început în 1921 și a durat până la 31 mai 1925, fiind primul monument din țară ridicat în memoria eroinei. Pe un piedestal din beton, în trei trepte, realizat în stil baroc, cu colțurile sub forma unor coloane adosate, se află statuia din bronz a eroinei, realizată în mărime naturală, într-o atitudine dinamică, cu mâna stângă ținând arma în cumpănire iar în mâna dreaptă, ridicată, ține o cască ostășească. Este înscris în Lista Monumentelor Istorice cu codul LMI:  OT-III-m-B-09080.[5]
- Monumentul Eroilor din Techirghiol, înălțat în anul 1931[6]. Monumentul a fost ridicat în piața "General I. Dragalina", în memoria celor ce și-au dat viața în războiul 1916 - 1918, deoarece Techirghiolul și împrejurimile au plătit tributul cu 176 de căzuți[7]. Monumentul are codul LMI  CT-IV-m-B-02962
- Monumentul gen. dr. Atanase Demosthen din București

## Galerie imagini

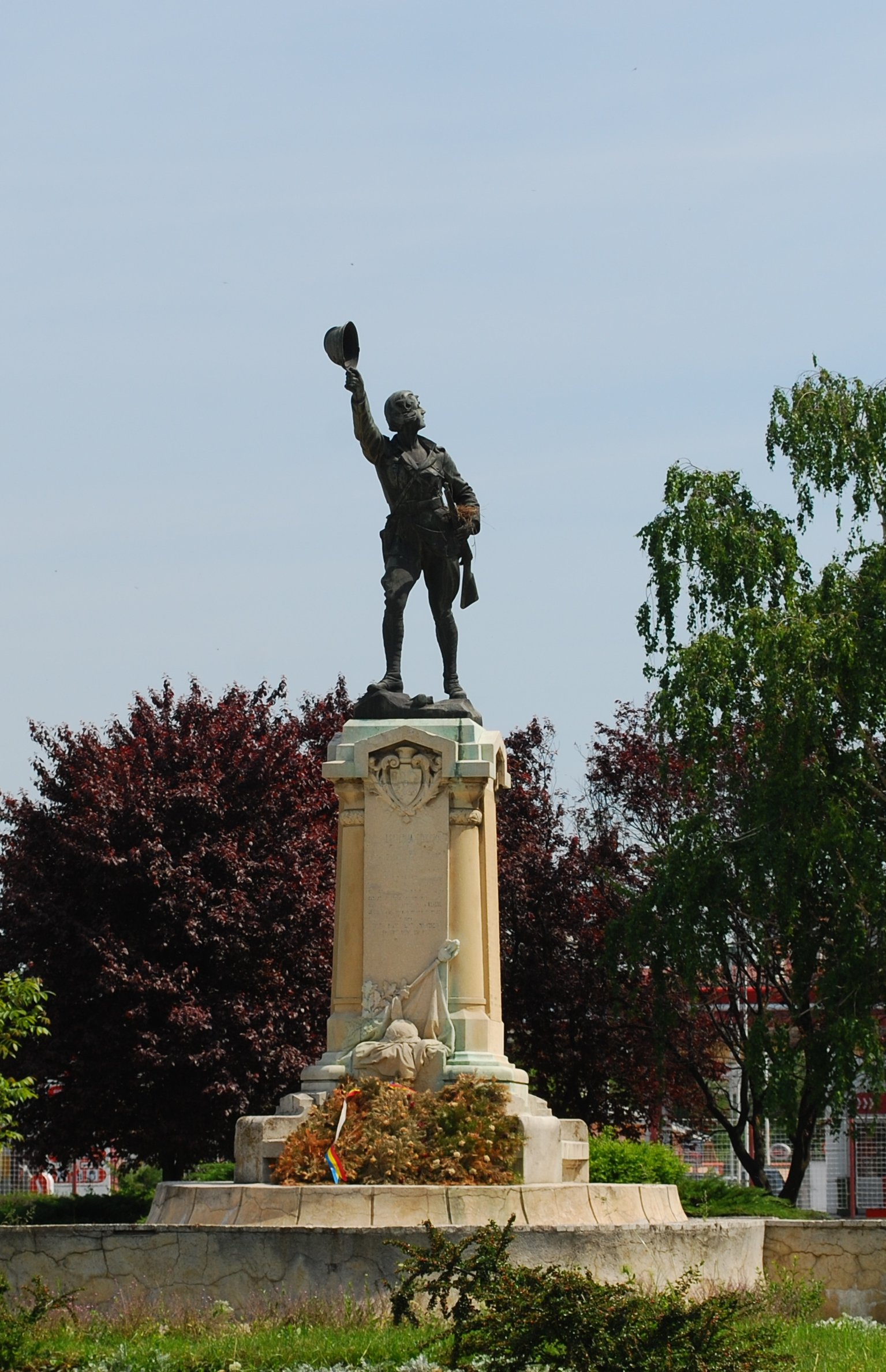
Monumentul Ecaterina Teodoroiu din Slatina
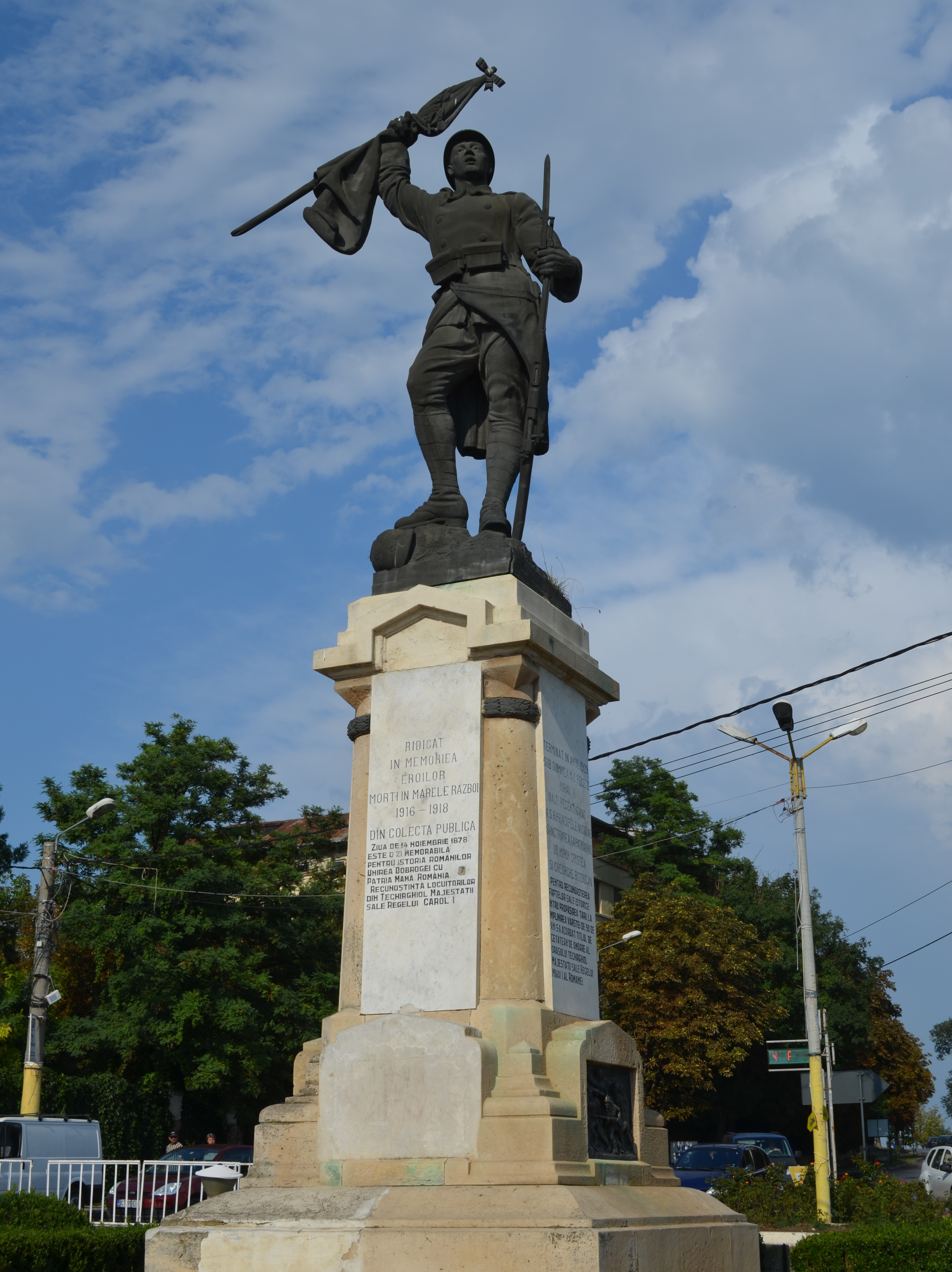
Monumentul eroilor din Techirghiol
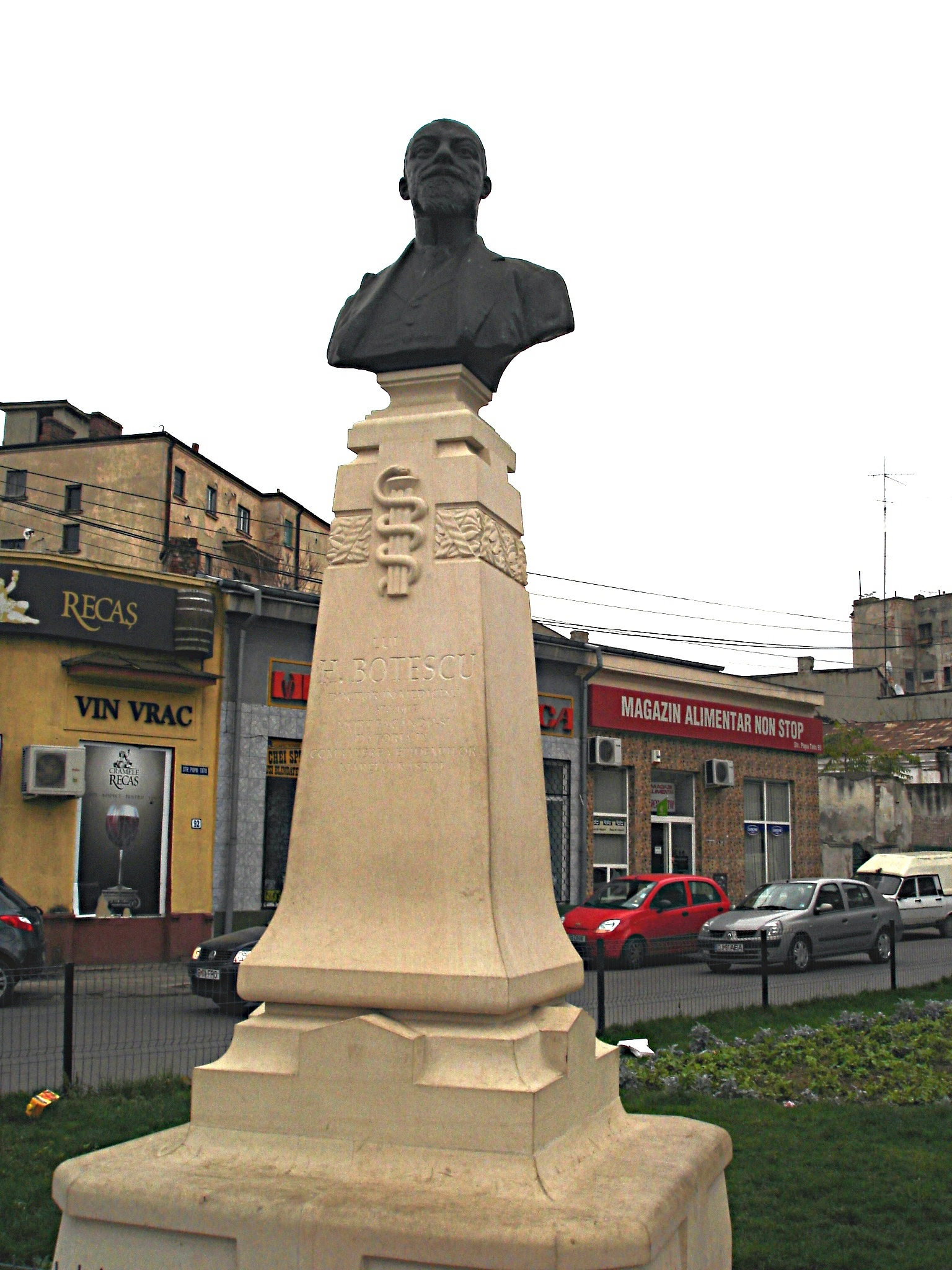
Bustul doctorului Haralambie Botescu din București
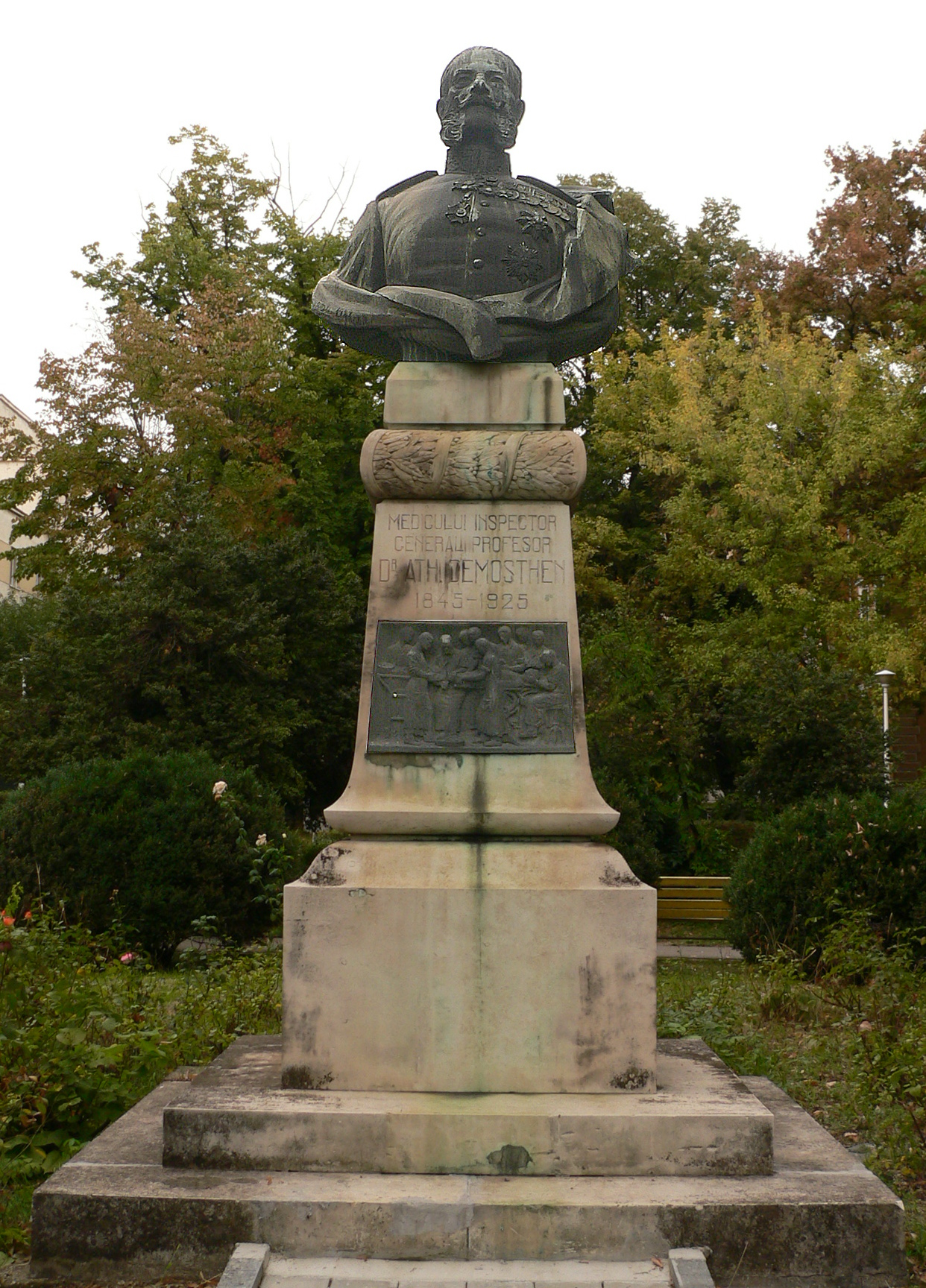
Bustul gen. dr. Athanase Demosthen
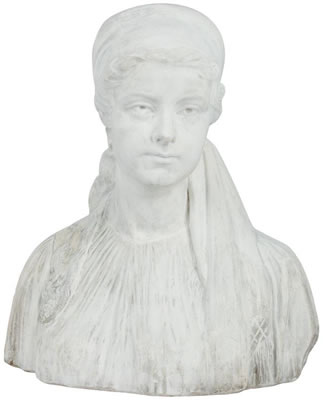